# سیارک ۲۰۶۴
سیارک ۲۰۶۴ (به انگلیسی: 2064 Thomsen، نامگذاری:1942RQ) دو هزار و شصت و چهارمین سیارک کشف شده‌است که در ۸ سپتامبر ۱۹۴۲ کشف شد.
قدر مطلق سیارک برابر ۱۳٫۱۰ است.